# Dimităr Angelov (écrivain)
Pour les articles homonymes, voir Dimităr Angelov et Angelov.
Dimităr Stoyanov Angelov (27 septembre 1904 - 27 décembre 1977 à Sofia) est un enseignant et écrivain bulgare. Il a écrit de la science-fiction à visée anthropologique.
En 1925, il est diplômé en philosophie et pédagogie à l'Université de Sofia, après quoi il a été enseignant et directeur de lycée. Pendant la Seconde Guerre mondiale, il a été condamné en vertu de la loi sur la protection de l'État pour son opposition au totalitarisme.
Après le coup d'État du 9 septembre 1944, il a collaboré à la radio nationale bulgare.
Sa seule œuvre thématique différente est le roman La Vie et la Mort, qui devient un classique du réalisme socialiste. Le roman a été tourné en 1974, gagnant le titre d'« Acteur honoré » pour son rôle principal dans le film, l'acteur Stefan Danailov,.